# Ленкава (Лодзинське воєводство)
Ленкава (пол. Łękawa) — село в Польщі, у гміні Белхатув Белхатовського повіту Лодзинського воєводства.
Населення — 549 осіб (2011).
У 1975-1998 роках село належало до Пйотрковського воєводства.

## Демографія
Демографічна структура станом на 31 березня 2011 року:
|          | Загалом | Допрацездатний вік | Працездатний вік | Постпрацездатний вік |
| -------- | ------- | ------------------ | ---------------- | -------------------- |
| Чоловіки | 297     | 96                 | 174              | 27                   |
| Жінки    | 252     | 48                 | 139              | 65                   |
| Разом    | 549     | 144                | 313              | 92                   |